# ماساهیرو اوسویی
ماساهیرو اوسویی (انگلیسی: Masahiro Usui؛ زادهٔ ۳ دسامبر ۱۹۹۱) بازیگر، شخصیت‌های تلویزیونی در ژاپن، و بازیگر تلویزیون اهل ژاپن است.